# Faramans, Ain
Faramans är en kommun i departementet Ain i regionen Auvergne-Rhône-Alpes i östra Frankrike. Kommunen ligger  i kantonen Meximieux som ligger i arrondissementet Bourg-en-Bresse. Kommunens areal är 11,22 km². År 2022 hade Faramans 905 invånare.

## Befolkningsutveckling
Antalet invånare i kommunen Faramans
Referens: INSEE